# 创新党 (土耳其)
創新黨（土耳其語：Yenilik Partisi，縮寫YP）是一個土耳其政黨，於2020年7月20日在厄茲圖爾克·耶爾馬茲的領導下成立，厄茲圖爾克·耶爾馬茲目前還擔任創新黨的黨主席。

## 概述
截至2023年，創新黨一共有3948名黨員。創新黨的意識形態為凱末爾主義以及社會民主主義。創新黨的政治立場為中間主義至中間偏左。
該黨的創始人是厄茲圖爾克·耶爾馬茲，他在2015年和2018年都是共和人民黨的黨員，他於2018年11月20日被開除黨籍，他被開除黨籍的原因之一是發表了反對該黨領袖凱末爾·基里達歐魯的言論。2019年，他宣布要成立自己的政黨，於是在2020年7月20日成立了創新黨。